# Balkanmeisterschaft 2013 (Badminton)
Die Balkanmeisterschaft 2013 im Badminton fand vom 29. September bis zum 1. Oktober 2013 in Burgas statt.

## Sieger und Platzierte
| Disziplin    | Gold | Silber                                                                                              | Bronze |
| ------------ | --- | --------------------------------------------------------------------------------------------------- | --- |
| Herreneinzel | Ivan Rusev | Yusuf Ramazan Bay                                                                                   | Peyo Boichinov |
| Herreneinzel | Ivan Rusev | Yusuf Ramazan Bay                                                                                   | Gergin Nedyalkov |
| Dameneinzel  | Stefani Stoeva | Ebru Tunalı                                                                                         | Mila Ivanova |
| Dameneinzel  | Stefani Stoeva | Ebru Tunalı                                                                                         | Dimitria Popstoikova |
| Herrendoppel | Marius Corciuc Ionut Gradinaru | Robert Ciobotaru Daniel Cojocaru                                                                    | Yusuf Ramazan Bay Sinan Zorlu |
| Herrendoppel | Marius Corciuc Ionut Gradinaru | Robert Ciobotaru Daniel Cojocaru                                                                    | Gergin Nedyalkov Ivan Rusev |
| Damendoppel  | Gabriela Stoeva Stefani Stoeva | Aycan Koç Ebru Tunalı                                                                               | Derya Çalımbay Kübra Karataş |
| Damendoppel  | Gabriela Stoeva Stefani Stoeva | Aycan Koç Ebru Tunalı                                                                               | Mila Ivanova Dimitria Popstoikova |
| Mixed        | Blagovest Kisyov Gabriela Stoeva | Marius Corciuc Emanuela Avrămuţ                                                                     | Erol Ceylan Aycan Koç |
| Mixed        | Blagovest Kisyov Gabriela Stoeva | Marius Corciuc Emanuela Avrămuţ                                                                     | Ilias Xanthou Eleni Melikidou |
| Team         | Bulgarien Peyo Boichinov Blagovest Kisyov Gergin Nedyalkov Ivan Rusev Mila Ivanova Dimitria Popstoikova Gabriela Stoeva Stefani Stoeva | Türkei Yusuf Ramazan Bay Erol Ceylan Sinan Zorlu Derya Çalımbay Aycan Koç Kübra Karataş Ebru Tunalı | Rumänien Robert Ciobotaru Daniel Cojocaru Marius Corciuc Ionut Gradinaru Emanuela Avrămuţ Alexandra Milon                                               |
| Team         | Bulgarien Peyo Boichinov Blagovest Kisyov Gergin Nedyalkov Ivan Rusev Mila Ivanova Dimitria Popstoikova Gabriela Stoeva Stefani Stoeva | Türkei Yusuf Ramazan Bay Erol Ceylan Sinan Zorlu Derya Çalımbay Aycan Koç Kübra Karataş Ebru Tunalı | Serbien Nikola Arsić Igor Bjelan Miodrag Kaličanin Ilija Pavlović Borko Petrović Dragoslav Petrović Jovica Rujević Sandra Halilović Andrijana Stanković |

## Teams

### Gruppe A
| Platz | Team         | Pld | W | L | MF | MA | MD  | Pts | Qualifikation |
| ----- | ------------ | --- | - | - | -- | -- | --- | --- | ------------- |
| 1     | Bulgarien    | 3   | 3 | 0 | 15 | 0  | +15 | 3   | Q             |
| 2     | Serbien      | 3   | 2 | 1 | 9  | 6  | +3  | 2   | Q             |
| 3     | Griechenland | 3   | 1 | 2 | 3  | 12 | −10 | 1   |               |
| 4     | Moldau       | 3   | 0 | 3 | 3  | 12 | −10 | 0   |               |

Quelle

### Gruppe B
| Platz | Team           | Pld | W | L | MF | MA | MD  | Pts | Qualifikation |
| ----- | -------------- | --- | - | - | -- | -- | --- | --- | ------------- |
| 1     | Türkei         | 2   | 2 | 0 | 8  | 2  | +6  | 2   | Q             |
| 2     | Rumänien       | 2   | 1 | 1 | 7  | 3  | +4  | 1   | Q             |
| 3     | Nordmazedonien | 2   | 0 | 2 | 0  | 10 | −10 | 0   |               |

Quelle

### Endrunde
|  | Halbfinale | Halbfinale | Halbfinale |  |  | Finale | Finale    | Finale |
|  |            |            |            |  |  |        |           |        |
|  |            |            |            |  |  |        |           |        |
|  |            | Bulgarien  | 3          |  |  |        |           |        |
|  |            | Rumänien   | 0          |  |  |        |           |        |
|  |            |            |            |  |  |        | Bulgarien | 3      |
|  |            |            |            |  |  |        | Türkei    | 0      |
|  |            | Serbien    | 0          |  |  |        |           |        |
|  |            | Türkei     | 3          |  |  |        |           |        |
|  |            |            |            |  |  |        |           |        |